# Чемпионат СССР по водному поло 1983
XLIII чемпионат СССР по водному поло (XXXIX чемпионат для клубных команд) проходил с 12 января по 6 марта 1983 года. Победителем турнира стала команда ЦСК ВМФ.

## Общая информация
В связи с проведением в 1983 году VIII летней Спартакиады народов СССР чемпионат страны прошёл по сокращённому формату. Команды высшей лиги провели по 16 матчей, сыграв в один круг на предварительном этапе и в финальных группах из шести команд. В итоговых турнирных таблицах суммировались результаты предварительного и финального этапов. При равенстве очков у двух команд преимущество получала победительница во встрече между ними, а при равенстве очков у трёх и более команд главным критерием являлась разность заброшенных и пропущенных мячей.
Чемпионат стартовал с сенсационного поражения ЦСК ВМФ от «Москвича», а игра последнего тура между этими же соперниками стала решающей для определения чемпиона страны. Ранее, за два тура до конца турнира, сложило с себя чемпионские полномочия алма-атинское «Динамо», а перед последним игровым днём лидер высшей лиги ЦСК ВМФ лишь одно очко опережал МГУ, один из ключевых игроков которого, подвижный нападающий Александр Клеймёнов, перед началом сезона перешёл в стан моряков. Не допустив повторной осечки в матче с «Москвичом», ЦСК ВМФ в 15-й раз в истории выиграл золото чемпионата СССР. Команда МГУ осталась на втором месте, а динамовцы Алма-Аты замкнули тройку призёров.
Севастопольская команда КЧФ заняла в чемпионате последнее место и потеряла прописку в высшей лиге. По итогам турнира в первой лиге в сильнейший дивизион вернулось московское «Торпедо».

## Предварительные игры

### Турнирная таблица
|                          | 1     | 2     | 3     | 4     | 5     | 6     | 7     | 8     | 9     | 10    | 11    | 12   | И  | В | Н | П  | М       | О  |
| ------------------------ | ----- | ----- | ----- | ----- | ----- | ----- | ----- | ----- | ----- | ----- | ----- | ---- | -- | - | - | -- | ------- | -- |
| 1. ЦСК ВМФ (Москва)      |       | 10:9  | 11:10 | 10:8  | 8:8   | 7:8   | 11:7  | 10:8  | 12:9  | 14:12 | 11:8  | 8:4  | 11 | 9 | 1 | 1  | 112:91  | 19 |
| 2. МГУ (Москва)          | 9:10  |       | 9:8   | 9:6   | 10:10 | 6:4   | 13:11 | 11:10 | 7:8   | 10:9  | 16:9  | 7:3  | 11 | 8 | 1 | 2  | 107:88  | 17 |
| 3. «Динамо» (Алма-Ата)   | 10:11 | 8:9   |       | 11:11 | 8:5   | 7:5   | 9:6   | 12:7  | 13:11 | 13:10 | 9:5   | 9:7  | 11 | 8 | 1 | 2  | 109:87  | 17 |
| 4. «Динамо» (Москва)     | 8:10  | 6:9   | 11:11 |       | 9:9   | 12:9  | 9:6   | 8:9   | 11:8  | 10:6  | 8:7   | 8:2  | 11 | 6 | 2 | 3  | 100:86  | 14 |
| 5. «Динамо» (Тбилиси)    | 8:8   | 10:10 | 5:8   | 9:9   |       | 7:7   | 7:9   | 9:3   | 6:8   | 6:5   | 5:5   | 12:8 | 11 | 3 | 5 | 3  | 84:80   | 11 |
| 6. «Москвич» (Москва)    | 8:7   | 4:6   | 5:7   | 9:12  | 7:7   |       | 10:8  | 9:8   | 8:7   | 10:11 | 6:9   | 6:5  | 11 | 5 | 1 | 5  | 82:87   | 11 |
| 7. «Балтика» (Ленинград) | 7:11  | 11:13 | 6:9   | 6:9   | 9:7   | 8:10  |       | 6:6   | 6:5   | 10:10 | 9:8   | 11:5 | 11 | 4 | 2 | 5  | 89:93   | 10 |
| 8. «Динамо» (Львов)      | 8:10  | 10:11 | 7:12  | 9:8   | 3:9   | 8:9   | 6:6   |       | 6:5   | 10:9  | 11:12 | 7:5  | 11 | 4 | 1 | 6  | 85:96   | 9  |
| 9. «Динамо» (Киев)       | 9:12  | 8:7   | 11:13 | 8:11  | 8:6   | 7:8   | 5:6   | 5:6   |       | 10:11 | 10:9  | 10:8 | 11 | 4 | 0 | 7  | 91:97   | 8  |
| 10. ККФ (Баку)           | 12:14 | 9:10  | 10:13 | 6:10  | 5:6   | 11:10 | 10:10 | 9:10  | 11:10 |       | 9:9   | 9:6  | 11 | 3 | 2 | 6  | 101:108 | 8  |
| 11. «Мехнат» (Ташкент)   | 8:11  | 9:16  | 5:9   | 7:8   | 5:5   | 9:6   | 8:9   | 12:11 | 9:10  | 9:9   |       | 8:7  | 11 | 3 | 2 | 6  | 89:101  | 8  |
| 12. КЧФ (Севастополь)    | 4:8   | 3:7   | 7:9   | 2:8   | 8:12  | 5:6   | 5:11  | 5:7   | 8:10  | 6:9   | 7:8   |      | 11 | 0 | 0 | 11 | 60:95   | 0  |

### Матчи
Москва, бассейн спорткомплекса «Олимпийский»
1-й тур. 12 января
- «Москвич» — ЦСК ВМФ — 8:7
- МГУ — «Мехнат» — 16:9
- «Динамо» М — «Балтика» — 9:6

2-й тур. 13 января
- МГУ — «Динамо» М — 9:6
- «Москвич» — «Балтика» — 10:8
- ЦСК ВМФ — «Мехнат» — 11:8

3-й тур. 14 января
- МГУ — «Балтика» — 13:11
- ЦСК ВМФ — «Динамо» М — 10:8
- «Мехнат» — «Москвич» — 9:6

4-й тур. 15 января
- «Динамо» М — «Мехнат» — 8:7
- МГУ — «Москвич» — 6:4
- ЦСК ВМФ — «Балтика» — 11:7

5-й тур. 16 января
- «Динамо» М — «Москвич» — 12:9
- «Балтика» — «Мехнат» — 9:8
- ЦСК ВМФ — МГУ — 10:9

Тбилиси, зимний бассейн Спорткомитета Грузии
1-й тур. 12 января
- «Динамо» К — «Динамо» Тб — 8:6
- ККФ — КЧФ — 9:6
- «Динамо» А-А — «Динамо» Лв — 12:7

2-й тур. 13 января
- «Динамо» А-А — «Динамо» К — 13:11
- «Динамо» Лв — КЧФ — 7:5
- «Динамо» Тб — ККФ — 6:5

3-й тур. 14 января
- «Динамо» К — КЧФ — 10:8
- «Динамо» Лв — ККФ — 10:9
- «Динамо» А-А — «Динамо» Тб — 8:5

4-й тур. 15 января
- «Динамо» А-А — ККФ — 13:10
- «Динамо» Тб — КЧФ — 12:8
- «Динамо» Лв — «Динамо» К — 6:5

5-й тур. 16 января
- ККФ — «Динамо» К — 11:10
- «Динамо» Тб — «Динамо» Лв — 9:3
- «Динамо» А-А — КЧФ — 9:7

Киев, Дворец подводного спорта ДОСААФ
6-й тур. 28 января
- «Балтика» — КЧФ — 11:5
- МГУ — «Динамо» Лв — 11:10
- «Москвич» — «Динамо» К — 8:7

7-й тур. 29 января
- «Динамо» К — МГУ — 8:7
- «Москвич» — КЧФ — 6:5
- «Динамо» Лв — «Балтика» — 6:6

8-й тур. 30 января
- «Москвич» — «Динамо» Лв — 9:8
- «Балтика» — «Динамо» К — 6:5
- МГУ — КЧФ — 7:3

Баку, бассейн бакинского гарнизона
6-й тур. 28 января
- «Динамо» Тб — ЦСК ВМФ — 8:8
- «Динамо» А-А — «Мехнат» — 9:5
- «Динамо» М — ККФ — 10:6

7-й тур. 29 января
- «Динамо» М — «Динамо» Тб — 9:9
- ЦСК ВМФ — «Динамо» А-А — 11:10
- «Мехнат» — ККФ — 9:9

8-й тур. 30 января
- «Динамо» А-А — «Динамо» М — 11:11
- «Динамо» Тб — «Мехнат» — 5:5
- ЦСК ВМФ — ККФ — 14:12

Ленинград, бассейн «Спартак»
9-й тур. 11 февраля
- МГУ — «Динамо» А-А — 9:8
- ККФ — «Москвич» — 11:10
- «Балтика» — «Динамо» Тб — 9:7

10-й тур. 12 февраля
- МГУ — ККФ — 10:9
- «Москвич» — «Динамо» Тб — 7:7
- «Динамо» А-А — «Балтика» — 9:6

11-й тур. 13 февраля
- «Динамо» А-А — «Москвич» — 7:5
- «Балтика» — ККФ — 10:10
- «Динамо» Тб — МГУ — 10:10

Ташкент, Дворец водного спорта имени В. Митрофанова
9-й тур. 11 февраля
- ЦСК ВМФ — КЧФ — 8:4
- «Динамо» М — «Динамо» К — 11:8
- «Мехнат» — «Динамо» Лв — 12:11

10-й тур. 12 февраля
- «Динамо» М — КЧФ — 8:2
- ЦСК ВМФ — «Динамо» Лв — 10:8
- «Динамо» К — «Мехнат» — 10:9

11-й тур. 13 февраля
- «Динамо» Лв — «Динамо» М — 9:8
- ЦСК ВМФ — «Динамо» К — 12:9
- «Мехнат» — КЧФ — 8:7

## Финал за 1—6-е места
Матчи прошли в Москве в бассейне спорткомплекса «Олимпийский».

### Турнирная таблица
|                        | 1     | 2     | 3     | 4     | 5    | 6     | И  | В  | Н | П | М       | О  |
| ---------------------- | ----- | ----- | ----- | ----- | ---- | ----- | -- | -- | - | - | ------- | -- |
| 1. ЦСК ВМФ (Москва)    |       | 8:10  | 7:6   | 9:8   | 8:4  | 14:11 | 16 | 13 | 1 | 2 | 158:130 | 27 |
| 2. МГУ (Москва)        | 10:8  |       | 6:6   | 10:10 | 14:4 | 11:6  | 16 | 11 | 3 | 2 | 158:122 | 25 |
| 3. «Динамо» (Алма-Ата) | 6:7   | 6:6   |       | 11:11 | 7:6  | 14:9  | 16 | 10 | 3 | 3 | 153:126 | 23 |
| 4. «Динамо» (Москва)   | 8:9   | 10:10 | 11:11 |       | 11:4 | 10:9  | 16 | 8  | 4 | 4 | 150:129 | 20 |
| 5. «Москвич» (Москва)  | 4:8   | 4:14  | 6:7   | 4:11  |      | 6:5   | 16 | 6  | 1 | 9 | 106:132 | 13 |
| 6. «Динамо» (Тбилиси)  | 11:14 | 6:11  | 9:14  | 9:10  | 5:6  |       | 16 | 3  | 5 | 8 | 124:135 | 11 |

### Матчи
12-й тур. 2 марта
- МГУ — «Динамо» А-А — 6:6
- «Динамо» М — «Москвич» — 11:4
- ЦСК ВМФ — «Динамо» Тб — 14:11

13-й тур. 3 марта
- «Динамо» М — «Динамо» Тб — 10:9
- ЦСК ВМФ — «Динамо» А-А — 7:6
- МГУ — «Москвич» — 14:4

14-й тур. 4 марта
- ЦСК ВМФ — «Динамо» М — 9:8
- МГУ — «Динамо» Тб — 11:6
- «Динамо» А-А — «Москвич» — 7:6

15-й тур. 5 марта
- «Москвич» — «Динамо» Тб — 6:5
- «Динамо» А-А — «Динамо» М — 11:11
- МГУ — ЦСК ВМФ — 10:8

16-й тур. 6 марта
- «Динамо» А-А — «Динамо» Тб — 14:9
- ЦСК ВМФ — «Москвич» — 8:4
- «Динамо» М — МГУ — 10:10

## Финал за 7—12-е места
Матчи прошли в Баку в бассейне бакинского гарнизона.

### Турнирная таблица
|                          | 7     | 8     | 9     | 10    | 11    | 12    | И  | В | Н | П  | М       | О  |
| ------------------------ | ----- | ----- | ----- | ----- | ----- | ----- | -- | - | - | -- | ------- | -- |
| 7. ККФ (Баку)            |       | 10:10 | 8:8   | 18:12 | 14:9  | 13:7  | 16 | 6 | 4 | 6  | 164:154 | 16 |
| 8. «Балтика» (Ленинград) | 10:10 |       | 12:10 | 9:9   | 8:12  | 9:6   | 16 | 6 | 4 | 6  | 137:140 | 16 |
| 9. «Динамо» (Киев)       | 8:8   | 10:12 |       | 13:11 | 9:13  | 11:9  | 16 | 6 | 1 | 9  | 142:150 | 13 |
| 10. «Динамо» (Львов)     | 12:18 | 9:9   | 11:13 |       | 15:15 | 15:10 | 16 | 5 | 3 | 8  | 147:161 | 13 |
| 11. «Мехнат» (Ташкент)   | 9:14  | 12:8  | 13:9  | 15:15 |       | 6:11  | 16 | 5 | 3 | 8  | 144:158 | 13 |
| 12. КЧФ (Севастополь)    | 7:13  | 6:9   | 9:11  | 10:15 | 11:6  |       | 16 | 1 | 0 | 15 | 103:149 | 2  |

### Матчи
12-й тур. 2 марта
- «Динамо» К — «Динамо» Лв — 13:11
- «Мехнат» — «Балтика» — 12:8
- ККФ — КЧФ — 13:7

13-й тур. 3 марта
- «Балтика» — «Динамо» К — 12:10
- КЧФ — «Мехнат» — 11:6
- ККФ — «Динамо» Лв — 18:12

14-й тур. 4 марта
- «Динамо» Лв — «Балтика» — 9:9
- «Динамо» К — КЧФ — 11:9
- ККФ — «Мехнат» — 14:9

15-й тур. 5 марта
- «Мехнат» — «Динамо» К — 13:9
- «Динамо» Лв — КЧФ — 15:10
- ККФ — «Балтика» — 10:10

16-й тур. 6 марта
- «Динамо» Лв — «Мехнат» — 15:15
- «Динамо» К — ККФ — 8:8
- «Балтика» — КЧФ — 9:6

## Призёры
ЦСК ВМФ: Александр Бойко, Сергей Бычков, Александр Галкин, Алексей Гаргонов, Александр Кабанов, Александр Клеймёнов, Михаил Новиков, Вячеслав Оботков, Сергей Рудаков, Игорь Рябчун, Андрей Семёнов, Вячеслав Собченко, Александр Третьяков. Тренер — Александр Шидловский.
 МГУ: М. Борисов, Алексей Бурков, Андрей Желнов, Олег Жолобов, Александр Зеленчев, Александр Колотов, Георгий Крупин, Сергей Морозов, Нугзар Мшвениерадзе, Сергей Наумов, Игорь Росляков, Николай Шарафеев, А. Янков. Тренер — Михаил Рыжак.
 «Динамо» (Алма-Ата): Ерлан Аяпбергенов, Игорь Баюнов, Павел Волков, Сергей Котенко, Николай Лошкин, Нурлан Мендыгалиев, И. Наливкин, Аскар Оразалинов, Игорь Пивоваров, Александр Полухин, Сергей Севостьянов, Ю. Хакилиди, Сергей Щербаков. Тренер — Станислав Пивоваров.